# Jendowiszcze
Jendowiszcze (ros. Ендовище) – wieś w Rosji, w obwodzie woroneskim, w rejonie siemiłuckim. W 2010 liczyła 1933 mieszkańców.